# Gene Fowler junior
Gene Fowler Jr. (* 27. Mai 1917 in Denver, Colorado; † 11. Mai 1998 in Woodland Hills, Kalifornien) war ein US-amerikanischer Filmeditor und Film- und Fernsehregisseur.

## Leben
Fowler Jr. ist der Sohn des Schriftstellers und Drehbuchautor Gene Fowler (1890–1960). Er war ab den 1930er Jahren als Editor tätig. Als solcher war er bis in die 1980er Jahre hinein aktiv und war bei mehr als 50 Produktionen für den Filmschnitt verantwortlich. In den 1950er Jahren wandte er sich auch der Regie zu und inszenierte zunächst Folgen verschiedener Fernsehserien. Mit Der Tod hat schwarze Krallen (1957) drehte er seinen ersten Spielfilm. Bis zum Ende des Jahrzehnts folgten weitere Langfilme, danach war er wieder vornehmlich für verschiedene Fernsehserien tätig.
1964 war er zusammen mit seinen Kollegen Frederic Knudtson und Robert C. Jones für den Film Eine total, total verrückte Welt für den Oscar in der Kategorie Bester Schnitt nominiert.
In den Jahren 1965 und 1966 war er Präsident der American Cinema Editors. Im Jahr 1965 wurde Fowley für seine Arbeit an der Fernsehserie Tausend Meilen Staub von den American Cinema Editors mit einem Eddie Award ausgezeichnet.
Fowler war von 1944 bis zu seinem Tod mit der Editorin Marjorie Fowler verheiratet. Gemeinsam hatten sie einen Sohn. 1973 und 1974 gewann er je einen Emmy zusammen mit seiner Ehefrau für die Fernsehserie Die Waltons und den Fernsehfilm The Blue Knight.

## Filmografie (Auswahl)
als Filmeditor
- 1943: Auch Henker sterben (Hangmen Also Die!)
- 1944: Gefährliche Begegnung (The Woman in the Window)
- 1946: Seeds of Destiny (Kurzfilm)
- 1956: Die Bestie (While the City Sleeps)
- 1956: Jenseits allen Zweifels (Beyond a Reasonable Doubt)
- 1957: China-Legionär (China Gate)
- 1957: Hölle der tausend Martern (Run of the Arrow)
- 1957: Vierzig Gewehre (Forty Guns)
- 1963: Ein Kind wartet (A Child Is Waiting)
- 1963: Eine total, total verrückte Welt (It’s a Mad, Mad, Mad, Mad World)
- 1965: Tausend Meilen Staub (Rawhide, Fernsehserie, 3 Folgen)
- 1968: Hängt ihn höher (Hang ’Em High)
- 1970: Ein Mann, den sie Pferd nannten (A Man Called Horse)
- 1970: Monte Walsh
- 1971: Walls of Fire (Dokumentarfilm)
- 1971–1975: Die Waltons (The Waltons, Fernsehserie)
- 1972: Pursuit (Fernsehfilm)
- 1976: Helter Skelter
- 1979: Die Affäre Garibaldi (The House on Garibaldi Street)
- 1981: Caveman – Der aus der Höhle kam (Caveman)
- 1983: Immer auf die Kleinen (Smorgasbord)

als Regisseur
- 1957: Der Tod hat schwarze Krallen (I Was a Teenage Werewolf)
- 1958: I Married a Monster from Outer Space
- 1959: Der Tod fährt erster Klasse (The Rebel Set)
- 1959: Mit Büchse und Colt (The Oregon Trail)